# 1492 Studio
1492 Studio était une entreprise française de développement et d'édition de jeux vidéo téléchargeables, basée à Montreuil et filiale d'Ubisoft.

## Historique
En 2014, le studio est créé : après avoir cédé un premier studio, un entrepreneur, Thibaud Zamora, et sa femme, Claire Zamora, décident de fonder ce studio de jeux vidéo, 1492 Studio. Dans celui-ci, ils créent, éditent et commercialisent la série des jeux vidéo Is it Love? sur mobile et tablette. S’adressant à un public féminin, les jeux proposent aux jeunes femmes de vivre leur histoire d’amour virtuelle.
Thibaud Zamora développe le moteur de jeu, assure au quotidien la gestion des mises à jour, le marketing et l’acquisition des joueuses. Claire Zamora, elle s'occupe principalement de l'écriture et de la communauté. Avec plus de 65 millions de téléchargements à travers le monde en 2019 et des centaines de milliers de fans sur les réseaux sociaux, la saga « Is it Love? » est le leader européen et fait partie des leaders mondiaux du genre.
En 2018, le succès et la notoriété des jeux séduisent le géant Ubisoft qui acquiert 1492 Studio,,,.
En 2023, 1492 Studio ferme ses portes le 25 janvier, la société cessent toute activité le 28 février. Puis le 24 avril, 1492 Studio fut radié scellent la fin de l'entreprise et sa mise en liquidation .

## Jeux développés
- Is it Love ?